# Championnat du Nicaragua de football 1945
Navigation
Saison précédente Saison suivante
La Primera División 1945 est la neuvième édition de la première division nicaraguayenne.
Lors de ce tournoi, le Diriangén FC a conservé son titre de champion du Nicaragua face aux meilleurs clubs nicaraguayens.

## Bilan du tournoi
| Tableau d'Honneur |              |
| Compétition       | Vainqueur    |
| Primera División  | Diriangén FC |

| Promotions et relégations   |         |
| Relégué en Segunda División | Inconnu |
| Promu de Segunda División   | Inconnu |